# Orchestre Baobab
Orchestra Baobab – zespół muzyczny założony w 1970 roku w Senegalu.

## Dyskografia
- Saf Mounadem (1972) JK 3026 As "Star Band de Dakar"
- M'Beugene (1972) Music Afrique / Baobab BAO 1
- Hommage a Lay M'Boop (1974-75?)
- Orchestre Baobab '75' (1975) Disques Buur BRLPO001
- Guy Gu Rey Gi (1975) Disques Buur BRLPO002
- Senegaal Sunugaal (1975) Disques Buur BRLPO003
- Visage Du Senegal (1975) Disques Buur BRLPO004
- Aduna Jarul Naawoo (1975) Disques Buur BRLPO005
- N'Deleng N'Deleng (1977) Music Afrique MSCLP 001
- Une Nuit Aun Jandeer (1978) Musicafrique MSCLP 002
- Baobab à Paris Vol. 1 & Vol. 2 (1978) Abou Ledoux ASL7001/Abou Ledoux ASL7002
- Gouygui Dou Daanou (1979) Disc Afrique/Salsa Musique DARL001
- Mohamadou Bamba (1980) Jambaar JM5000
- Sibou Odia (1980) Jambaar JM5004
- Ken Dou Werente (1982) MCA 307
- On verra Ça: The 1978 Paris Sessions (1992) World Circuit WCD027
- Bamba (1993) Stern's Africa STCD3003
- Pirates Choice (1989 & 2001) World Circuit WCB014 and World Circuit WCDO63
- Specialist in all styles (2002) World Circuit WCDO64
- A night at Club Baobab (2006)
- Made in Dakar (2007) World Circuit WCD078